# Mur de son
Ne doit pas être confondu avec mur du son.

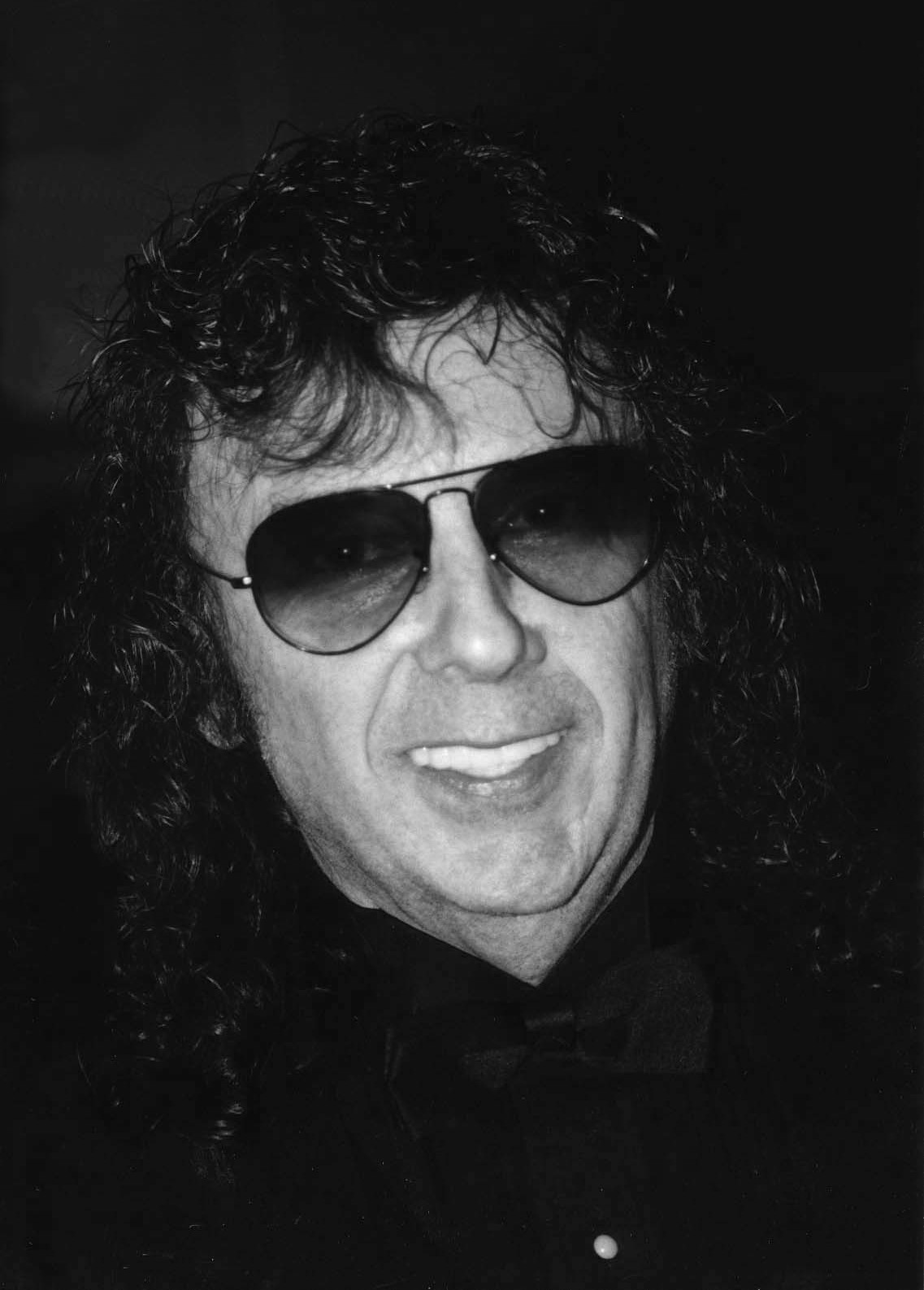
Phil Spector

Le mur de son (en anglais : wall of sound) est un effet musical créé par le producteur Phil Spector. Le but est de parvenir à donner à de la musique pop la profondeur sonore d'un orchestre classique lors d'un enregistrement studio.  

## Origine et processus de création
Cet effet est créé par Phil Spector aux Gold Star Studios de Los Angeles. Deux techniques principales sont utilisées pour le réaliser.
La première consiste à multiplier les instruments jouant à l'unisson. Plusieurs guitares acoustiques et électriques sont ainsi enregistrées pour être mixées in fine comme un seul instrument. Un traitement similaire mettant en jeu plusieurs instrumentistes est réalisé pour les vents ou les claviers. Le nombre d'instruments dans le morceau finit ainsi par s'approcher de celui d'un orchestre classique.
La seconde technique consiste à ajouter de l'écho par des moyens acoustiques. Phil Spector procédait comme suit : une prise de son est réalisée en studio, son signal est diffusé dans une Chambre d'écho (à l'époque, une pièce munie d’enceintes audio, dont le son réverbéré est capté par un microphone) et enregistré.

## Effet recherché
À l’époque des premiers enregistrements de Phil Spector, la réverbération sur les murs de la cave et la superposition des sonorités conféraient à ses productions une qualité unique : un son riche et complexe passant très bien sur les postes de radio des années 1960, une profondeur impressionnante pour un enregistrement monophonique.
L’effet constitue un contraste saisissant avec le mixage « standard » de la musique pop : un solo vocal d’une part et un arrière-plan instrumental. Le mur de son, en choisissant au contraire d’imposer un « micro unique », immerge l’auditeur dans une masse de son wagnérienne.

## Morceaux notoires
- Be My Baby et Sleigh Ride par The Ronettes en 1963
- Da Doo Ron Ron par The Crystals
- River Deep, Mountain High par Ike and Tina Turner, que Phil Spector considère comme étant le meilleur exemple du mur de son[2]
- Good Vibrations ainsi que les albums Pet Sounds et Smile[3] des Beach Boys, produits par Brian Wilson, grand admirateur de Phil Spector

Exemples plus tardifs non produits par Phil Spector ou Brian Wilson :
- Dancing Queen par ABBA
- Bohemian Rhapsody par Queen
- Born to Run par Bruce Springsteen and the E Street Band
- All I Want for Christmas Is You par Mariah Carey